# Ora (Cypr)
Ora (gr. Ορά) – wieś w Republice Cypryjskiej, w dystrykcie Larnaka. W 2011 roku liczyła 206 mieszkańców.